# Anatoli Iwanowitsch Antonow

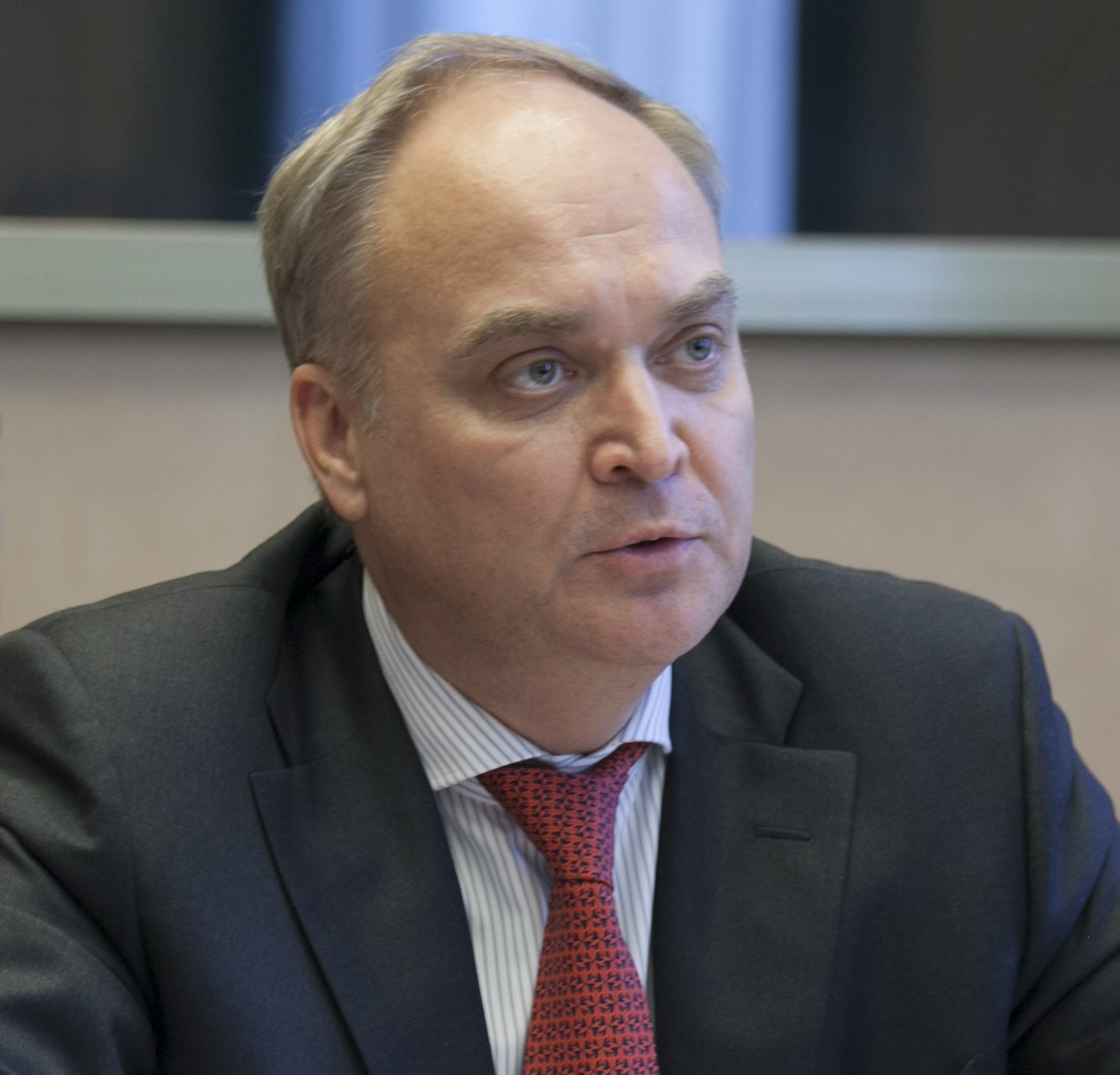
Anatoli Antonow (2013)

Anatoli Iwanowitsch Antonow (russisch Анатолий Иванович Антонов; * 15. Mai 1955 in Omsk) ist ein russischer Diplomat, ehemaliger russischer Politiker und ehemaliger Botschafter Russlands in den Vereinigten Staaten.
Von Februar 2011 bis Dezember 2016 war Antonow stellvertretender Verteidigungsminister Russlands. 2014 wurde Antonow zum Wirklicher Staatsrat 1. Klasse der Russischen Föderation befördert.
Seit Februar 2015 steht er auf den Listen der von der Europäischen Union bzw. Kanada wegen der völkerrechtswidrigen Annexion der Krim sanktionierten Personen, darf demnach nicht in die EU oder nach Kanada einreisen, nicht durchreisen und eventuelle Konten dort sind eingefroren.
Am 21. August 2017 wurde er durch Dekret des Staatspräsidenten Putin zum Botschafter Russlands in den Vereinigten Staaten ernannt. Sein Dienstantritt vor Ort erfolgte zum 1. September 2017. Seine Dienstzeit als Botschafter in den USA endete Anfang Oktober 2024.